# Faryl
Faryl è l'album di debutto del soprano britannico Faryl Smith, uscito il 9 marzo 2009 per la Universal Classics and Jazz. Smith è diventata famosa dopo la sua apparizione nella seconda serie di Britain's Got Talent e ha firmato con Universal dopo la competizione. L'album è stato registrato tra il dicembre 2008 e il gennaio 2009 e contiene il brano River of Light, una canzone ispirata da Sul bel Danubio blu con nuovi testi. Faryl è stata prodotta da Jon Cohen e la musica di sottofondo è stata suonata da un'orchestra di 60 strumenti. Come parte della promozione dell'album, Smith ha fatto numerose apparizioni televisive e radiofoniche e ha filmato un video musicale per River of Light. In questo periodo, ha incontrato l'allora Primo Ministro Gordon Brown a 10 Downing Street.
Faryl è diventato l'album solistico classico più venduto nella storia delle hit-parade britanniche, vendendo 20 000 copie nei primi quattro giorni, e un totale di 29 000 copie nella prima settimana, più di qualsiasi altro album di debutto di un cantante classico. Faryl è entrato nell'Official Albums Chart al numero 6, salendo al numero 4 la settimana successiva, ed è stato il terzo album di un partecipante di Britain's Got Talent a raggiungere i primi 10 in Gran Bretagna. Smith successivamente ha intrapreso un tour promozionale negli Stati Uniti per pubblicizzare l'album, dove ha raggiunto il numero 6 nelle hit-parade classiche.
Faryl è stato accolto abbastanza bene dalla critica, che ha lodato le esibizioni di Smith e la produzione di Cohen. Tuttavia, le critiche sono state rivolte all'uso dell'orchestra e le scelte della canzone. Come uno dei dieci album più venduti nel Regno Unito nel 2009, Faryl è stata nominata per un Classic BRIT Award nella categoria dell'album dell'anno ma ha perso contro Band of Brothers degli Only Men Aloud. Nel 2013 l'album è stato certificato dalla British Phonographic Industry.

## Antefatti
Smith è diventata famosa quando, all'età di 12 anni, ha partecipato alla seconda serie dello show di ITV Britain's Got Talent. Durante la serie, ha eseguito "Ave Maria" e una cover di "Angel" di Sarah McLachlan. Dopo la sua iniziale esibizione, ha ricevuto lezioni canore da Yvie Burnett, una mossa criticata dalla stampa. Nonostante lei fosse a un certo punto la preferita alla vittoria, è finita fuori dai primi tre nella finale live. Durante la competizione, Smith ha rifiutato offerte di un contratto discografico.

## Registrazione
Faryl è stato registrato a Londra durante le vacanze natalizie di Smith tra il dicembre 2008 e il gennaio 2009 e completato il 3 di gennaio. È caratterizzato da una orchestra di 60 strumenti, che fu registrata agli AIR Studios a Londra. L'album include la canzone "River of Light". La traccia è una registrazione di Sul bel Danubio blu, un valzer composto da Johann Strauss II, con nuovi testi. Smith parlò di "River of Light" alla stampa, dicendo che Sul bel Danubio blu "ora ha parole per dirlo. Mi piace perché è diverso. Tutti conoscono il motivo e tutti hanno grandi speranze per questo." Smith ha detto che la sua canzone preferita dell'album è la versione dell'inno gallese "Calon Lân". Altre canzoni includono la versione di Smith di "Amazing grace", una cover di "Annie's Song" di John Denver e una versione di "The Way Old Friends Do", riscritta per Smith da Björn Ulvaeus. Smith parlò della canzone, dicendo "Parlava di divorzio...Non pensarono che fosse appropriato per me cantare al riguardo, quindi Björn ha cambiato i testi cosicché riguardasse l'amicizia." L'album è stato prodotto da Jon Cohen, il quale ha precedentemente lavorato con artisti inclusi gli Operababes e Vanessa Mae.
Universal aveva ricevuto la prima spedizione di Faryl, ma a causa di un errore di stampa, sebbene assomigliassero agli album di Smith, in realtà contenevano la musica dell'album Imperial Wax Solvent dei The Fall. La confusione ha ricevuto l'attenzione della stampa internazionale, includendo un articolo nel magazine canadese Exclaim!.

## Promozione
La promozione è iniziata a gennaio, con le esibizioni di Smith al Mandarin Oriental hotel e apparizioni al debutto dell'Oliver! (musical). Smith prese parte anche a una seduta fotografica per pubblicità e foto di copertina. Sono stati registrati una pubblicità televisiva e un video musicale per "River of Light" per pubblicizzare ulteriormente l'uscita e Smith è apparsa anche nella copertina del Classic Fm Magazine di aprile. Ulteriori promozioni nelle settimane precedenti all'uscita di Faryl includono l'apparizione di Smith a Loose Women, The Paul O'Grady Show, BBC Radio 4, Radio Five Live e BBC Breakfast. Lei è inoltre apparsa nel Children's Champion Awards e ha incontrato l'allora Primo Ministro Gordon Brown a 10 Downing Street. Il giorno dell'uscita, c'era un album che firmava nella città natale di Smith, Kettering, alla filiale HMV. Smith ha detto: "Voglio assolutamente essere a casa per il lancio. Voglio essere circondata dai miei amici e famiglia perché ovviamente è molto importante per me."
Dopo l'uscita nel Regno Unito, Dickon Stainer, capo della Universal Classics and Jazz, ha parlato di piani per pubblicizzare Faryl negli Stati Uniti, dicendo che "L'America sarà la chiave. Per la sua storia nel talent show c'è già molto interesse per lei. La richiesta è intensa." Nell'aprile del 2009, Smith ha viaggiato a Los Angeles per iniziare la promozione di Faryl negli Stati Uniti, inclusa un'apparizione nel The Ellen DeGeneres Show. Faryl è uscito negli Stati Uniti il 5 maggio. Smith ha detto prima dell'uscita che non si aspettava un successo come nel Regno Unito. Ha detto: "Negli Stati Uniti è molto più difficile perché non sono così conosciuta. Nel Regno Unito, molte persone ovviamente hanno guardato 'Britain's Got Talent' e roba del genere, e questo è stata una novità per tutti." Dopo l'uscita, era più ottimista, dicendo: "Quando mi sono esibita a New York, mi ha ricordato della firma a HMV a Kettering e lì c'era una fila piuttosto grande quindi penso che il mio album sia stato ben accolto." Smith è ritornata dagli Stati Uniti ad inizio maggio. Nonostante sia stato detto il contrario, quando si è esibita nella terza serie di Britain's Got Talent, Smith non aveva in programma un tour di concerti nel 2009; è stata citata dicendo che "Sono troppo giovane e non penso sarei capace di fare un tour da sola." Tuttavia, lei ha pianificato di tornare negli Stati Uniti durante le sue vacanze estive per promuovere ancora Faryl. Ha detto che "Tutti in America sono statti davvero gentili e a loro piace la musica classica, ma è così difficile farcela lì... A loro sembrano piacere i loro cantanti, ma continuerò a fare del mio meglio." Tuttavia, lei invece ha preso una breve pausa dalla sua carriera musicale in estate, prima di ritornare nello studio di registrazione nel corso dell'anno per Wonderland, il suo secondo album, che fu pubblicato a novembre.

## Accoglienza
| Recensione   | Giudizio |
| ------------ | -------- |
| The Times    | [ 19 ]   |
| The Observer | [ 20 ]   |
| Allmusic     | [ 1 ]    |

I critici sono stati in generali impressionati dalle esibizioni di Smith. Pete Paphides, scrivendo per The Times, ha detto che le canzoni sono state esibite "con forza e moderazione", mentre Johnny Davis, scrivendo per The Observer, ha detto "Puoi praticamente sentire Katherine Jenkins piangere mentre Faryl impeccabilmente esegue Amazing Grace". Jason Birchmeier, scrivendo per Allmusic, ha considerato l'esibizione di Smith ancora più degno di nota per la sua giovane età. Tuttavia, sebbene abbia considerato la voce di Smith impressionante, Malcolm Mackenzie, scrivendo per The London Paper, ha chiesto "ci interesserà quando la ragazzina da Kettering perderà il suo precoce interesse?" I recensori hanno anche risposto positivamente al contributo di Cohen all'album. Paphides ha affermato che i suoi arrangiamenti "suggeriscono qualche tipo di sforzo estetico dietro la cosa fondamentale per cui esistono",, mentre Birchmeier ha affermato che l'album è stato "prodotto con eccellente precisione".
I recensori sono stati più critici sull'uso dell'orchestra. Helen Sloan, scrivendo per Crackerjack (Bristol Evening Post) ha affermato che l'orchestra ha reso "il tutto un po' monotono e colonna sonora", e Birchmeier lo ha trovato "un po' opprimente" verso la fine dell'album. Inoltre è stato critico nell'inclusione di "Amazing Grace" e "Ave Maria", considerandole delle scelte di canzoni eccessivamente prevedibili. Nonostante lui sia stato piacevolmente sorpreso da alcune delle inclusioni (come "River of Light" e "The Way Old Friends Do"), ha concluso che "è un peccato che Smith non abbia ricevuto più materiale creativo da cantare. Si spera che il suo prossimo album sia più avventuroso."
Nel complesso, Paphides ha conferito all'album 3 delle 5 possibili stelle e lo ha comparato favorevolmente ad altre tre uscite della domenica delle mamme, Just Go di Lionel Richie, Songs for My Mother di Ronan Keating e The Greatest Songs of the Eighties di Barry Manilow, considerandolo migliore di tutti gli altri. ANche Davis ha premiato l'album con 3 su 5 stelle,, mentre Birchmeier è stato leggermente più positivo, assegnando a Faryl 3,5 su 5.

## Esibizioni dal vivo
All'inizio di febbraio, Faryl è stato posizionato nella posizione 295 nella classifica dei bestseller di Amazon.co.uk e tredicesimo nella sua classifica di ascolto facile, basata sui preordini. Una settimana prima dell'uscita, l'album era già tra i 100 album più venduti ed era l'album di solista classico più venduto. Il giorno dell'uscita, basandosi solo sulle prevendite, l'album era al primo posto della classifica degli album del Regno Unito. L'album è diventato il più venduto album classico solista in Gran Bretagna, battendo Pure di Hayley Westenra, vendendo 20 000 copie nei primi quattro giorni. La prima settimana ha portato alla vendita di 29 200 copie, che è più alta di qualsiasi altro album di debutto di un cantante classico. Faryl ufficialmente è entrato nella Official Albums Chart in sesta posizione, ed è risalito al numero 4 la settimana successiva. Faryl ha permesso a Smith di diventare la terza ex partecipante di Britain's Got Talent ad ottenere uno dei dieci migliori album, dopo Paul Potts (con One Chance) e Andrew Johnstone (con One Voice). Negli Stati Uniti, Faryl ha raggiunto il 31º posto nella classifica degli album di Top Heatseekers e il 6º posto nella classifica degli Album Classici, rimanendo nella classifica per una e 17 settimane rispettivamente. A febbraio 2010, sono state vendute più di 160 000 copie di Faryl, con più di 150.000 di questi nel Regno Unito. A luglio 2013 la British Phonographic Industry ha certificato l'album con l'oro, denotando consegne di più di 100.000 unità nel Regno Unito.
Nel febbraio 2010, dopo l'uscita di Wonderland, Faryl è stato nominato per un Classic BRIT Award nella categoria album. La categoria è votata dal pubblico e la lista comprende i dieci album classici più venduti dell'anno precedente. Faryl ha perso contro Band of Brothers di Only Men Aloud. Smith stessa è stata nominata anche nella categoria di giovani interpreti classici britannici, diventando la doppia candidata più giovane dei Classic BRIT Awards.

## Tracce
1. Amazing grace – 4:04 (musica: John Newton)
2. River of Light – 3:44 (musica: Johann Strauss II)
3. Ave Maria – 4:18 (musica: Charles Gounod)
4. Annie's Song – 3:10 (musica: John Denver)
5. A Nightingale Sang in Berkeley Square – 3:39 (musica: Manning Sherwin)
6. Mother of God, Here I Stand – 2:36 (musica: John Tavener)
7. Shenandoah – 3:35 (musica: Tradizionale)
8. Brahms' Lullaby – 3:30 (musica: Johannes Brahms)
9. Calon Lân – 2:56 (musica: John Hughes)
10. How Can I Keep from Singing? – 3:26 (musica: Tradizionale)
11. Somewhere – 3:29 (musica: Leonard Bernstein)
12. The Way Old Friends Do – 3:22 (musica: Benny Andersson)

Tracce bonus nell'edizione deluxe
1. Danny Boy (musica: Tradizionale)

## Formazione
- Edgar Leslie Bainton – assistenza
- Andy Bradfield – missaggio
- Nick Cervonaro – editing digitale
- Paul Chessell – design
- Barry Clark – maestro del coro dei bambini
- Jon Cohen – chitarra, pianoforte, arrangiamento, programmazione e produzione
- Rupert Coulson – ingegneria
- Tony Dunne – A&R
- Tom Lewis – A&R
- London Session Orchestra – orchestra
- Darren Loveday – chitarra e mandolino
- Steve Lowe – ingegneria
- Cliff Masterson – arrangiamento, conduzione e orchestrazione
- Jennie O'Grady – conduzione del coro
- Maureen Scott – vocal coaching
- David Theodore – oboe
- Alan Unsworth – ingegneria

## Classifiche
| Classifica (2009) | Posizione massima |
| ----------------- | ----------------- |
| Regno Unito       | 4                 |